# HD 191095
HD 191095，又名CP-57 9622，SAO 246470、HR 7691，是一颗恒星，视星等为6.37，位于銀經340.04，銀緯-33.2，其B1900.0坐标为赤經20h 3m 0.3s，赤緯-57° -33.2′ 59″。